# Einwohnerentwicklung von Mainz
Dieser Artikel gibt die Einwohnerentwicklung der Stadt Mainz tabellarisch und graphisch wieder. Die Entwicklung ist auch anhand des Artikels über die Stadtgeschichte nachzuvollziehen.
Am 31. Dezember 2020 betrug die „Amtliche Einwohnerzahl“ für Mainz nach Fortschreibung des Statistischen Landesamtes Rheinland-Pfalz 217.123 (nur Hauptwohnsitze und nach Abgleich mit den anderen Landesämtern). Damit hat die Bevölkerungszahl zum ersten Mal nach zehn Jahren keinen neuen historischen Höchststand erreicht. In dieser Zeit zwischen 2010 und 2019 (31. Dezember 2011) überschritt die Stadt zudem die Grenze von 200.000 Einwohnern.

## Einwohnerentwicklung
Im 1. Jahrhundert betrug die Gesamteinwohnerzahl je nach Stationierung von römischen Legionen bis zu 50.000, wobei die Anzahl der Zivilbevölkerung in Mogontiacum im unteren fünfstelligen Bereich gelegen haben dürfte. Zwischen dem 5. und 8. Jahrhundert lebten nur wenige tausend Menschen in der Stadt. Im Jahre 1300 hatte Mainz 24.000 Einwohner. Der Rückgang der Bevölkerung 1463 auf 5.750 ist vor allem auf die Auswirkungen der Pest und den für die Stadt ungünstigen Ausgang der Mainzer Stiftsfehde zurückzuführen. In den folgenden Jahrhunderten stieg die Einwohnerzahl, bedingt durch Seuchen, Kriege und Hungersnöte, nur langsam.
Ab 1853 erlebte Mainz durch Ansiedlung von Industrie und den Anschluss an das Eisenbahnnetz einen starken Bevölkerungszuwachs. Lebten 1852 erst 37.000 Menschen in der Stadt, so waren es 1900 bereits 84.000. Im Jahre 1908 überschritt die Einwohnerzahl der Stadt Mainz die Grenze von 100.000, weshalb sie als Großstadt kategorisiert wird.
In der ersten Hälfte des 20. Jahrhunderts wuchs die Stadt vor allem durch zahlreiche Eingemeindungen (in Klammern die Einwohnerzahl): am 1. April 1907 Mombach (6650), am 1. April 1908 Kastel mit Amöneburg (9070), am 1. Januar 1913  Kostheim (7700), am 1. Januar 1930 Bretzenheim (6100), Weisenau (6600), Bischofsheim (5950), Ginsheim und Gustavsburg (4950) sowie am 1. April 1938 Gonsenheim (10.350).
Die Bedeutung von Mainz im Ersten Weltkrieg als Garnisonsstadt wird an den Ergebnissen der Volkszählung vom 5. Dezember 1917 deutlich. So wurde eine ortsanwesende Gesamtbevölkerung von 122.876 Personen ermittelt. Davon waren nach Angaben der Volkswirtschaftlichen Abteilung des Kriegsernährungsamtes 22.857 Militärpersonen und 868 Kriegsgefangene. Deren Anteil an der Gesamtbevölkerung lag bei 19,3 Prozent. Nicht in der Statistik enthalten sind 79 vorübergehend abwesende Militärpersonen.
Kurz vor Beginn des Zweiten Weltkrieges, bei der Volkszählung vom 17. Mai 1939,  wurden 158.533 Einwohner gezählt. Der Krieg verschonte die Stadt zunächst. Erst 1942 fanden die ersten schwereren Bombenangriffe statt. Der schlimmste Angriff ereignete sich am 27. Februar 1945, als Mainz durch britische Bomber fast völlig zerstört wurde und 1.200 Menschen getötet wurden. Durch Brandbomben war ein Feuersturm entfacht worden. Am Ende des Krieges war die Stadt zu 80 Prozent zerstört. Als die amerikanische Armee am 22. März 1945 Mainz einnahm, lebten noch 40.000 Menschen in den Ruinen. Insgesamt verlor die Stadt 75 Prozent ihrer Bewohner.
Am 10. August 1945 sank die Bevölkerung durch die Ausgliederung der rechtsrheinischen Stadtteile von Mainz (1946 = 18.266 Einwohner; 2.261,99 Hektar, 1950 = 21.407 Einwohner). Durch die Rückkehr der Zwangsevakuierten und den Zustrom von Flüchtlingen und Vertriebenen aus den deutschen Ostgebieten stieg die Einwohnerzahl bis 1952 wieder über die Grenze von 100.000. Erst durch die Eingemeindung zahlreicher Orte (Drais, Ebersheim, Finthen, Hechtsheim, Laubenheim, Marienborn) am 8. Juni 1969 wurde der Vorkriegsstand wieder erreicht. Die Bevölkerung wuchs durch die Eingemeindungen um etwa 23.000 Personen.
Bis 24. Mai 1987 stieg die Bevölkerungszahl nach amtlicher Fortschreibung auf 189.290. Der Rückgang der Einwohnerzahl um knapp 17.000 Personen auf 172.529 bei der Volkszählung am 25. Mai 1987 resultiert einerseits aus einer fehlerhaften Fortschreibung auf Grund des langen Zeitraumes seit der letzten Volkszählung 1970 und andererseits auf die Einführung des Begriffes der „Bevölkerung am Ort der Hauptwohnung“. Da Studenten oftmals nur einen Zweitwohnsitz in der Universitätsstadt haben, werden diese somit von den Statistischen Ämtern im Gegensatz zur Definition „Wohnbevölkerung“ nicht zu den Einwohnern des maßgebenden Ortes gerechnet.
Der Anstieg der Bevölkerung um 8.000 Personen auf 194.000 Einwohner im Jahre 2005 ist auf die Einführung einer Zweitwohnungsteuer zurückzuführen. Im Jahre 2018 stand die Stadt mit 217.118 Einwohnern unter den deutschen Großstädten an 36., innerhalb von Rheinland-Pfalz an erster Stelle.
Die folgende Übersicht zeigt die Einwohnerzahlen nach dem jeweiligen Gebietsstand. Bis 1815 handelt es sich meistens um Schätzungen, danach um Volkszählungsergebnisse (¹) oder amtliche Fortschreibungen der Stadtverwaltung (bis 1970) und des Statistischen Landesamtes (ab 1971). Die Angaben beziehen sich ab 1834 auf die „Zollabrechnungsbevölkerung“, ab 1871 auf die „Ortsanwesende Bevölkerung“, ab 1925 auf die „Wohnbevölkerung“ und seit 1987 auf die „Bevölkerung am Ort der Hauptwohnung“. Vor 1834 wurde die Einwohnerzahl nach uneinheitlichen Erhebungsverfahren ermittelt.

### Von 50 n. Chr. bis 1870
(jeweiliger Gebietsstand)
| Jahr | Einwohner |
| ---- | --------- |
| 50   | 16.000    |
| 450  | 5.000     |
| 750  | 5.000     |
| 1180 | 10.000    |
| 1300 | 24.000    |
| 1463 | 5.750     |
| 1545 | 10.000    |
| 1648 | 7.500     |
| 1700 | 20.000    |
| 1771 | 26.753    |
| 1780 | 32.482    |
| 1800 | 21.218    |
| 1801 | 22.325    |

| Jahr/Datum         | Einwohner |
| ------------------ | --------- |
| 1802               | 21.583    |
| 1806               | 23.505    |
| 1809               | 24.142    |
| 1813               | 25.600    |
| 1814               | 23.202    |
| 1815               | 23.647    |
| 1. Dezember 1816 ¹ | 25.251    |
| 1. Dezember 1819 ¹ | 25.390    |
| 1. Dezember 1822 ¹ | 26.800    |
| 1. Dezember 1825 ¹ | 28.409    |
| 1. Dezember 1828 ¹ | 28.439    |
| 1. Dezember 1831 ¹ | 30.234    |
| 3. Dezember 1834 ¹ | 31.535    |

| Datum              | Einwohner |
| ------------------ | --------- |
| 3. Dezember 1837 ¹ | 31.702    |
| 3. Dezember 1840 ¹ | 32.142    |
| 3. Dezember 1843 ¹ | 33.826    |
| 3. Dezember 1846 ¹ | 36.656    |
| 3. Dezember 1849 ¹ | 35.140    |
| 3. Dezember 1852 ¹ | 36.741    |
| 3. Dezember 1855 ¹ | 36.833    |
| 3. Dezember 1858 ¹ | 37.102    |
| 3. Dezember 1861 ¹ | 41.411    |
| 3. Dezember 1864 ¹ | 42.185    |
| 3. Dezember 1867 ¹ | 43.140    |

¹ Volkszählungsergebnis

### Von 1871 bis 1944
(jeweiliger Gebietsstand)
| Datum              | Einwohner |
| ------------------ | --------- |
| 1. Dezember 1871 ¹ | 53.902    |
| 1. Dezember 1875 ¹ | 56.400    |
| 1. Dezember 1880 ¹ | 60.905    |
| 1. Dezember 1885 ¹ | 65.852    |
| 1. Dezember 1890 ¹ | 71.395    |
| 2. Dezember 1895 ¹ | 76.946    |
| 1. Dezember 1900 ¹ | 84.251    |
| 31. Dezember 1901  | 85.864    |
| 31. Dezember 1902  | 87.375    |
| 31. Dezember 1903  | 88.875    |
| 31. Dezember 1904  | 90.375    |
| 1. Dezember 1905 ¹ | 91.179    |
| 31. Dezember 1906  | 91.663    |
| 31. Dezember 1907  | 98.981    |
| 31. Dezember 1908  | 108.985   |
| 31. Dezember 1909  | 109.844   |

| Datum              | Einwohner |
| ------------------ | --------- |
| 1. Dezember 1910 ¹ | 110.634   |
| 31. Dezember 1911  | 112.167   |
| 31. Dezember 1912  | 121.301   |
| 31. Dezember 1913  | 122.060   |
| 1. Dezember 1916 ¹ | 126.184   |
| 5. Dezember 1917 ¹ | 122.876   |
| 8. Oktober 1919 ¹  | 107.930   |
| 31. Dezember 1919  | 108.721   |
| 31. Dezember 1920  | 108.390   |
| 31. Dezember 1921  | 107.475   |
| 31. Dezember 1922  | 107.543   |
| 31. Dezember 1923  | 101.482   |
| 31. Dezember 1924  | 104.390   |
| 16. Juni 1925 ¹    | 108.552   |
| 31. Dezember 1925  | 109.965   |
| 31. Dezember 1926  | 110.274   |

| Datum             | Einwohner |
| ----------------- | --------- |
| 31. Dezember 1927 | 110.595   |
| 31. Dezember 1928 | 110.783   |
| 31. Dezember 1929 | 110.166   |
| 31. Dezember 1930 | 133.999   |
| 31. Dezember 1931 | 134.115   |
| 31. Dezember 1932 | 134.267   |
| 16. Juni 1933 ¹   | 142.627   |
| 31. Dezember 1933 | 142.281   |
| 31. Dezember 1934 | 143.697   |
| 31. Dezember 1935 | 144.287   |
| 31. Dezember 1937 | 144.124   |
| 31. Dezember 1938 | 158.900   |
| 17. Mai 1939 ¹    | 158.533   |
| 31. Dezember 1940 | 158.000   |

¹ Volkszählungsergebnis
Quelle: Stadt Mainz
Eine realitätsnähere Einschätzung der Bevölkerungsentwicklung im Zweiten Weltkrieg ergeben die Ergebnisse der Verbrauchergruppenstatistiken, die aus den Daten der  Lebensmittelzuteilungen gewonnen wurden und 1953 vom Statistischen Bundesamt veröffentlicht wurden. Nach der Kleinen Verbrauchergruppenstatistik umfasste die versorgte Zivilbevölkerung in Mainz Anfang Februar 1943 131.460 Personen (darunter 4.727 Gemeinschaftsverpflegte), Anfang Februar 1944 130.576 (darunter 9.553 Gemeinschaftsverpflegte) und Mitte Oktober 1944 129.159 Personen (darunter 11.286 Gemeinschaftsverpflegte).

### Von 1945 bis 1989
(jeweiliger Gebietsstand)
| Datum                | Einwohner |
| -------------------- | --------- |
| 22. März 1945        | 40.000    |
| 31. Dezember 1945    | 73.556    |
| 29. Oktober 1946 ¹   | 75.020    |
| 31. Dezember 1947    | 79.502    |
| 13. September 1950 ¹ | 88.369    |
| 31. Dezember 1951    | 96.005    |
| 31. Dezember 1952    | 101.476   |
| 31. Dezember 1953    | 106.583   |
| 25. September 1956 ¹ | 115.812   |
| 6. Juni 1961 ¹       | 134.375   |
| 31. Dezember 1961    | 135.192   |
| 31. Dezember 1962    | 138.777   |
| 31. Dezember 1963    | 141.201   |
| 31. Dezember 1964    | 143.460   |

| Datum             | Einwohner |
| ----------------- | --------- |
| 31. Dezember 1965 | 146.224   |
| 31. Dezember 1966 | 149.387   |
| 31. Dezember 1967 | 150.608   |
| 31. Dezember 1968 | 149.154   |
| 31. Dezember 1969 | 176.720   |
| 27. Mai 1970 ¹    | 172.195   |
| 31. Dezember 1970 | 174.259   |
| 31. Dezember 1971 | 178.639   |
| 31. Dezember 1972 | 181.724   |
| 31. Dezember 1973 | 183.363   |
| 31. Dezember 1974 | 184.030   |
| 31. Dezember 1975 | 183.880   |
| 31. Dezember 1976 | 183.911   |
| 31. Dezember 1977 | 183.858   |

| Datum             | Einwohner |
| ----------------- | --------- |
| 31. Dezember 1978 | 184.416   |
| 31. Dezember 1979 | 186.200   |
| 31. Dezember 1980 | 187.392   |
| 31. Dezember 1981 | 187.564   |
| 31. Dezember 1982 | 186.467   |
| 31. Dezember 1983 | 187.080   |
| 31. Dezember 1984 | 187.447   |
| 31. Dezember 1985 | 188.571   |
| 31. Dezember 1986 | 189.005   |
| 25. Mai 1987 ¹    | 172.529   |
| 31. Dezember 1987 | 173.282   |
| 31. Dezember 1988 | 174.828   |
| 31. Dezember 1989 | 177.062   |

Quellen: Stadt Mainz (bis 1970), Statistisches Landesamt Rheinland-Pfalz (ab 1971)
¹ Volkszählungsergebnis

### Ab 1990
(jeweiliger Gebietsstand)
| Datum             | Einwohner |
| ----------------- | --------- |
| 31. Dezember 1990 | 179.486   |
| 31. Dezember 1991 | 182.867   |
| 31. Dezember 1992 | 184.646   |
| 31. Dezember 1993 | 185.487   |
| 31. Dezember 1994 | 184.627   |
| 31. Dezember 1995 | 183.720   |
| 31. Dezember 1996 | 184.752   |
| 31. Dezember 1997 | 186.136   |
| 31. Dezember 1998 | 185.970   |
| 31. Dezember 1999 | 183.134   |
| 31. Dezember 2000 | 182.870   |

| Datum               | Einwohner |
| ------------------- | --------- |
| 31. Dezember 2001   | 185.293   |
| 31. Dezember 2002   | 186.103   |
| 31. Dezember 2003   | 185.532   |
| 31. Dezember 2004   | 186.061   |
| 31. Dezember 2005 ¹ | 194.372   |
| 31. Dezember 2006   | 196.425   |
| 31. Dezember 2007   | 198.118   |
| 31. Dezember 2008   | 197.623   |
| 31. Dezember 2009   | 197.778   |
| 31. Dezember 2010   | 199.237   |
| 31. Dezember 2011   | 200.957   |

| Datum             | Einwohner |
| ----------------- | --------- |
| 31. Dezember 2012 | 202.756   |
| 31. Dezember 2013 | 204.268   |
| 31. Dezember 2014 | 209.402   |
| 31. Dezember 2015 | 212.348   |
| 31. Dezember 2016 | 213.528   |
| 31. Dezember 2017 | 215.110   |
| 31. Dezember 2018 | 217.118   |
| 31. Dezember 2019 | 218.578   |
| 31. Dezember 2020 | 217.123   |
| 31. Dezember 2022 | 220.552   |
| 31. Dezember 2023 | 222.889   |

¹ Nach Einführung einer Zweitwohnungsteuer
Quelle: Statistisches Landesamt Rheinland-Pfalz

## Bevölkerungsstruktur
Die Einwohnerzahlen beziehen sich auf die Stadt Mainz als Hauptwohnsitz.
| Bevölkerung                        | Stand: 30. Juni 2018 |
| ---------------------------------- | -------------------- |
| Einwohner                          | 216.055              |
| davon weiblich                     | 110.854              |
| Deutsche                           | 142.647              |
| davon weiblich                     | 74.751               |
| Deutsche mit Migrationshintergrund | 33.193               |
| davon weiblich                     | 16.825               |
| Ausländer                          | 40.215               |
| davon weiblich                     | 19.278               |
| Ausländeranteil in Prozent         | 18,6                 |

Quelle: Einwohnermelderegister der Landeshauptstadt Mainz; Amt für Stadtentwicklung, Statistik und Wahlen; Statistikstelle

## Altersstruktur

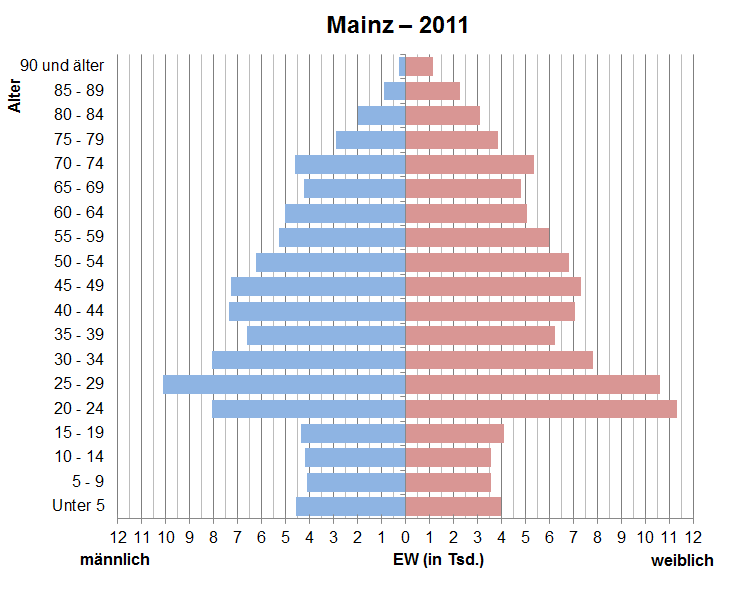
Bevölkerungspyramide für Mainz (Datenquelle: Zensus 2011.)

Die folgende Übersicht zeigt die Altersstruktur vom 31. Dezember 2011 (Hauptwohnsitze).
| Alter   | Einwohnerzahl | Anteil in Prozent |
| ------- | ------------- | ----------------- |
| unter 2 | 3.617         | 1,8               |
| 2–5     | 6.832         | 3,4               |
| 6–9     | 6.230         | 3,1               |
| 10–15   | 9.445         | 4,7               |
| 16–19   | 7.033         | 3,5               |
| 20–34   | 53.455        | 26,6              |
| 35–49   | 43.809        | 21,8              |
| 50–64   | 35.368        | 17,6              |
| 65–79   | 25.522        | 12,7              |
| über 80 | 9.646         | 4,8               |
| Gesamt  | 200.957       | 100,0             |

Quelle: Statistisches Landesamt Rheinland-Pfalz

## Ortsbezirke

Ortsbezirke der Landeshauptstadt Mainz

Die Einwohnerzahlen beziehen sich auf die Stadt Mainz als Hauptwohnsitz per 31. Dezember 2014.
| Nr. | Ortsbezirk             | Fläche (km²) | Einwohner | Einwohner pro km² | Ausländer | Ausländer (%) |
| --- | ---------------------- | ------------ | --------- | ----------------- | --------- | ------------- |
| 15  | Altstadt               | 2,4          | 17.282    | 7.201             | 3.016     | 17,4          |
| 16  | Neustadt               | 3,7          | 27.452    | 7.419             | 5.992     | 21,8          |
| 24  | Oberstadt              | 5,9          | 21.123    | 3.580             | 3.067     | 14,5          |
| 25  | Hartenberg-Münchfeld   | 3,5          | 16.889    | 4.825             | 3.067     | 18,2          |
| 31  | Mombach                | 6,3          | 13.462    | 2.137             | 3.182     | 23,6          |
| 41  | Gonsenheim             | 10,6         | 23.875    | 2.252             | 2.982     | 12,5          |
| 42  | Finthen                | 11,1         | 14.344    | 1.292             | 1.825     | 12,7          |
| 51  | Bretzenheim            | 10,7         | 19.636    | 1.835             | 2.489     | 12,7          |
| 52  | Marienborn             | 3,0          | 4.293     | 1.431             | 766       | 17,8          |
| 53  | Lerchenberg            | 2,4          | 6.287     | 2.620             | 977       | 15,5          |
| 54  | Drais                  | 3,1          | 3.108     | 1.003             | 151       | 4,9           |
| 61  | Hechtsheim             | 15,1         | 15.179    | 1.005             | 1.785     | 11,8          |
| 62  | Ebersheim              | 9,8          | 5.650     | 576               | 567       | 10,0          |
| 71  | Weisenau               | 3,9          | 11.835    | 3.034             | 2.366     | 20,0          |
| 72  | Laubenheim             | 8,8          | 8.987     | 1.021             | 847       | 9,4           |
|     | Landeshauptstadt Mainz | 97,8         | 209.402   | 2.141             | 33.923    | 16,2          |